# Самуел Захей
Самуел Ярослав За̀хей (на словашки: Samuel Jaroslav Zachej) е словашки публицист и преводач.

## Биография
Роден е на 31 март 1841 г. в Мито под Дюумбером, Австрийска империя. През 1866 г. завършва филология и история във Виена. От 1881 г. се установява в София. В периода 1881 – 1895 г. е подпредседател на дружество „Славянска беседа“. Пропагандира българската култура в Словакия. Сътрудничи в продължение на повече от 30 години на словашкия вестник „Народне новини“ с коментари, скици и етюди от политическия живот в България. Използва псевдонимите: De profundis, Jaroslav Ďumbiersky, Jaroslav Zniovsky, J. S. Podzniovsky, Pravdomil, Samoslav. Публикува и статии за културни събития в Словакия в български вестници и списания. Издава на български книгата „Словаците. Тяхното минало и настояще“ през 1912 г. Умира на 4 февруари 1918 г. в София.

### Преводи
Самуел Захей превежда на словашки:
- „Немили-недраги“ (1891);
- „Под игото“ (1902);
- „Бай Ганьо“;
- разкази от Иван Вазов.[1]